# Palazzo Laviano
Il Palazzo Laviano è un edificio di valore storico e architettonico di Napoli, sito in via Sannicandro nel quartiere Stella.
Come tutto il costruito delle attuali via Sannicandro e via Villari, venne eretto nei primi decenni del XVII secolo. Certamente venne radicalmente rinnovato nel secolo successivo, come testimonia la pregevole scala aperta ad arcata unica ribassata con pilastri a forma di candeliere, situata in fondo al cortile e in asse rispetto all'ingresso.
Il nome è dovuto al fatto che nel Catasto provvisorio del 1814, voluto da re Murat, risulta di proprietà della famiglia Laviano, marchesi di Tito.
Allo stato attuale è un condominio privato che ha goduto del restauro dei prospetti esterni tra il 2021 e il 2022 . Il cortile e la scala aperta invece restano in uno stato di grave degrado.

## Altre immagini

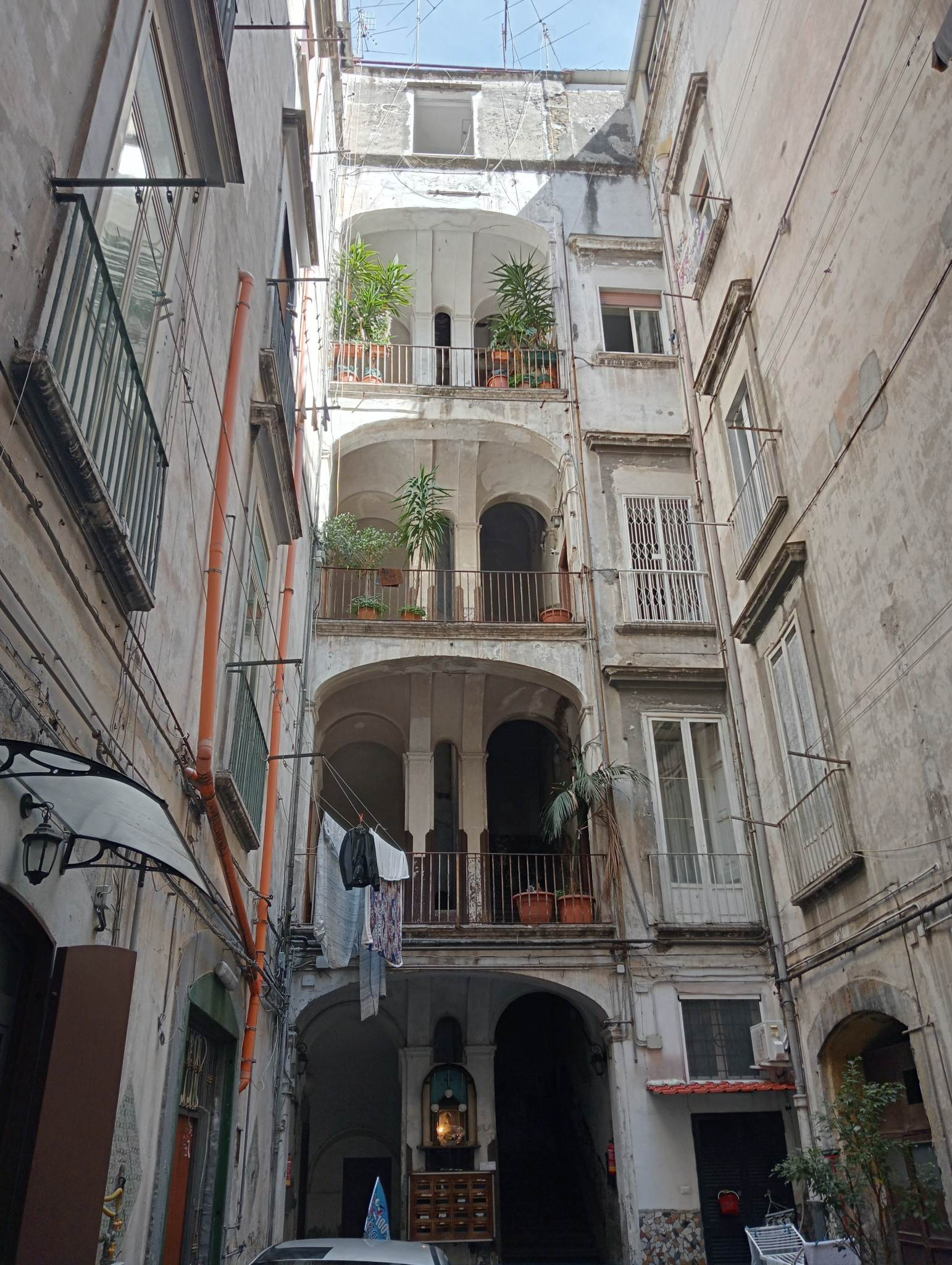
La scala aperta del palazzo (in stato di degrado)